# ダリアス・マイルズ
ダリアス・マイルズ（Darius LaVar Miles、1981年10月9日 - ）はアメリカ合衆国イリノイ州ベルビル出身のバスケットボール選手。身長206cm。体重107kg。高卒選手の一人。

## 略歴
イーストセントルイスの高校を卒業後、カレッジには進まず2000年のNBAドラフトにエントリーし、ロサンゼルス・クリッパーズより全体3位で指名されてNBA入りした。これは当時の高卒選手としては最高順位である。ルーキーイヤーから攻守に渡り優秀な成績を残し、特に1.5ブロックはキャリアハイである。オールルーキー1stチームに選出された。クリッパーズで2シーズン過ごした後にクリーブランド・キャバリアーズにトレードされ、シーズン途中でポートランド・トレイルブレイザーズに移籍。2005年4月19日にはチームフランチャイズ記録8位となる自己最高47得点を挙げる大活躍を見せた。
2006年のシーズンは途中まで15試合で18.2得点のアベレージを記録したが、右膝の故障により戦線を離脱。完治するまでに時間のかかるマイクロフラクチャー手術による治療を決断し、翌2007年のシーズンも棒に振ることとなった。ブレイザーズはNBA選手会との協定の下、マイルズの健康診断を行ったが結果は芳しくなく、マイルズの膝は大きな爆弾を抱えた状態であることが判明。ここに至ってブレイザーズはマイルズとの契約更新を行わないことを決定した。
もはや現役続行は不可能かとも思われた中、2008年8月22日にボストン・セルティックスと契約を結んだものの、開幕ロースターには残れなかった。

## その他
- 俳優としても活動しており、こでまでにNational Lampoon's Van Wilder(2002)、Youngest Gun(2004)、およびThe Perfect Score(2004)に出演を果たしている。National Lampoon's Van Wilderではクリッパーズ時代のチームメートであるクエンティン・リチャードソンやマイケル・オロウォカンディとも共演した。

- 2021年10月7日、NBAの健康福祉給付制度で給付金を搾取したとして、ニューヨーク南部地区で、テレンス・ウィリアムス（英語版）、トニー・アレングレン・デイビス、シャノン・ブラウンら、元NBAプレーヤー17人と共に、保険金詐欺の罪で起訴された[1][2]。